# آنتیوخوس یکم (پادشاه کوماژن)
آنتیوخوس یکم تئوس Dikaios Epiphanes Philorhomaios Philhellen (ارمنی: Անտիոքոս Երվանդունի، یونانی باستان: Ἀντίοχος ὁ Θεὸς Δίκαιος Ἐπιφανὴς Φιλορωμαῖος Φιλέλλην، به معنی آنتیوخوس، یک خدای عادل، برجسته، دوست رومی‌ها و دوست یونانی‌ها، (۸۶–۳۸ پیش از میلاد) پادشاه ارمنستان وپادشاهی کوماژن و مشهورترین پادشاهان آن پادشاهی بود.
ویرانه‌های عبادتگاه و مقبره آنتیوخوس در بالای کوه نمرود در ترکیه در سال ۱۹۸۷ به فهرست میراث جهانی یونسکو افزوده شده‌است. چندین نقش برجسته از پایه ماسه سنگ کشف شده در محل حاوی برخی از قدیمی‌ترین بناهای شناخته شده‌است که یکی از این آثار، نقش دو نفر می‌باشد که با یکدیگر دست می‌دهند.

## خانواده، اجداد و اوایل زندگی
آنتیوخوس اول پسر و احتمالاً تنها فرزند پادشاه مهرداد یکم کالینیکوس و ملکه لائودیس هفتم تئا کوماژن بود. آنتیوخوس نیمی ارمنی، از خاندان دودمان اروندی و نیمی یونانی بود. پدر آنتیوخوس، مهرداد فرزند پادشاه سامس دوم تئوزبس دیکایوس از کوماژن و مادر او یک زن ناشناس بود. او خود را از نسل دودمان اروندی و همچنین به سبب ازدواج یرواند یکم با روزگونه بدین ترتیب خود را از نسل داریوش یکم و هخامنشیان هم می‌دانسته‌است.
اما ارتباط او با یونانی‌ها معتبرتر است. مادر آنتیوخوس، لائودیس هفتم تئو، یک شاهدخت یونانی از امپراتوری سلوکی و دختر پادشاه سلوکی آنتیوخوس هشتم بود، در حالی که مادر او یک شاهدخت از دودمان بطلمیوسی بود؛ بنابراین، آنتیوخوس از نوادگان مستقیم سلوکوس یکم امپراتوری سلوکی، بطلمیوس یکم سوتر مصر، آنتیگونوس اول مونوفتالموس مقدونیه، لوسیماخوس پادشاه مقدونیه، آنتیپاتر بود. این پنج مرد، از سرداران اسکندر مقدونی بودند که به وی را در حمله به ایران هخامنشی همراهی و پس از مرگش طی جنگ‌های دیادوخوی (جانشینی) قلمرویش را میان خود تقسیم کردند. والدین آنتیوخوس به عنوان بخشی از اتحاد صلح بین پادشاهی‌هایشان ازدواج کرده بودند. کمی از زندگی و تحصیلات او، جدا از جنبه فلسفی آن، شناخته شده‌است. اما به نظر می‌رسد وقتی پدرش در سال ۷۰ پیش از میلاد درگذشت، آنتیوخوس جانشین پدرش شد.
آنتیوخوس با شاهدخت ایسیاس فیلوسترگوس از کاپادوکیه، دختر آریوبرزن یکم کاپادوکیه و همسرش آتناس فیلوستورگوس اول ازدواج کرد. آنها پنج فرزند داشتند:
- مهرداد دوم کوماژن، جانشین پادشاه کوماژن شد.
- لائودیس که با پادشاه ارُد دوم اشکانی ازدواج کرد.
- شاهزاده آنتیوخوس دوم کوماژن
- آنتیخیس کوماژن
- آتناس، که با آرتاوازد یکم پادشاه آتروپاتکان ماد ازدواج کرد.

## روابط با رومیان
در حالی که جمهوری روم در حال فتح کردن سرزمین‌های آسیای صغیر بود ، آنتیوخوس از طریق دیپلماسی ماهرانه، توانست کوماژن را از دست رومیان دور نگه دارد. نام آنتیوخوس برای اولین بار در سال ۶۹ پیش از میلاد در منابع باستان ذکر شده‌است، هنگامی که لوکولوس علیه پادشاه ارمنستان تیگران دوم شورش کرد. آنتیوخوس در سال ۶۴ پیش از میلاد با ژنرال رومی پومپه صلح برقرار کرد، هنگامی که پومپه با موفقیت به سوریه حمله کرد. آنتیوخوس و پومپه بایکدیگر متحد شدند. در ۵۹ پیش از میلاد به آنتیوخوس توگا پرتکسکسا اعطا شد و از سوی سنای روم به عنوان متحد روم به رسمیت شناخته شد. آنتیوخوس یک عاج و یک پیراهن طلا دوزی شده دریافت کرد و به عنوان «پادشاه، متحد و دوست» مورد استقبال قرار گرفت. این روش راهی سنتی برای قدردانی و پاداش متحدین به روم بود. از زمان سلطنت وی به بعد، پادشاهان کوماژن ثابت کردند که وفادارترین متحد رومی هستند. در ۵۱ پیش از میلاد هنگامی که مارکوس تولیوس سیسرو پروکنسول کیلیکیه بود، آنتیوخوس اطلاعات محرمانه‌ای در مورد تحرکات اشکانیان فراهم کرد. در طول جنگ داخلی بین ژولیوس سزار و پومپه، آنتیوخوس نیروهایی را برای پومپه فراهم کرد.
در سال ۳۸ پیش از میلاد، نماینده تام‌الاختیار از زمامداران سه‌گانه روم مارک آنتونی، پوبلیوس ونتیدوس باسوس، فرمانده مبارزه علیه اشکانیان کرد. آنتونی و باسوس به واسطه ثروت کوماژن تحریک شدند که به آن حمله کنند با این که آنها آماده شده بودند به کوماژن و پایتخت آن ساموساتا حمله کنند، آنتیوخوس با آنها به مذاکره صلح آمیز پرداخت.

## کوه نمرود

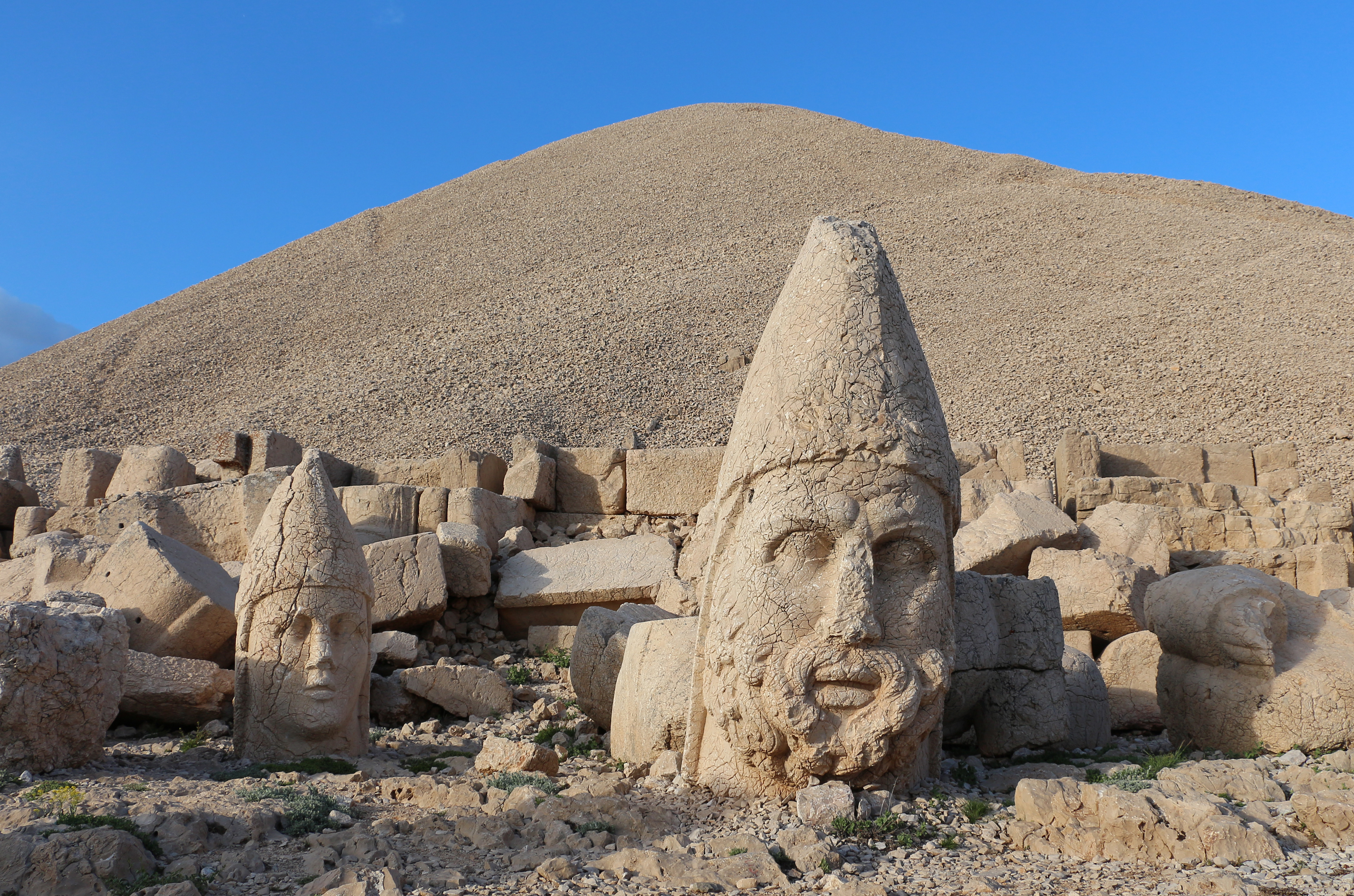
مجسمه‌های خدایان و مقبره‌های هرمی مانند پادشاه آنتیوخوس تئوس کوماژن که در پشت آن قرار دارد، در بالای کوه نمرود

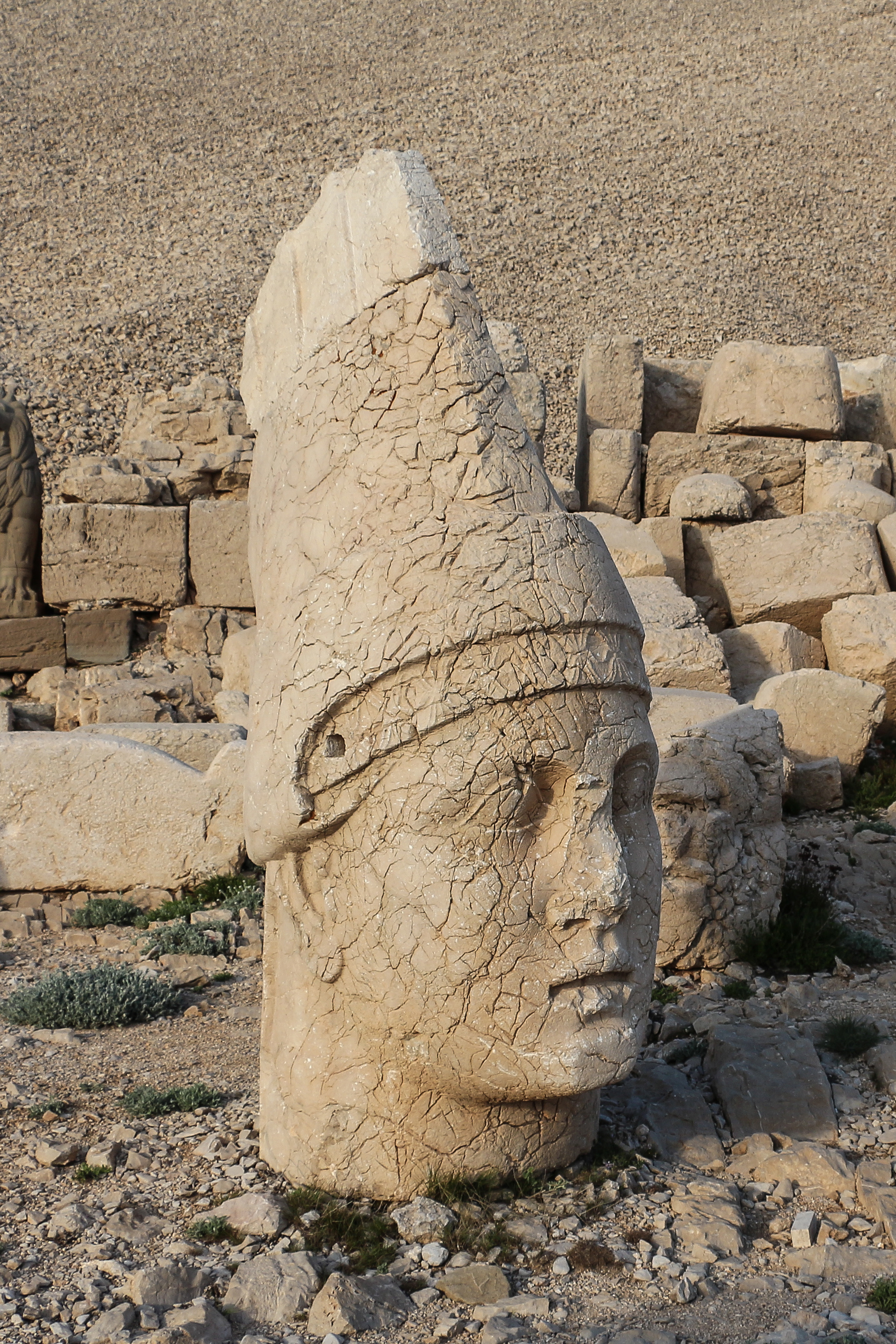
پادشاه آنتیوخوس در بالای کوه نمرود

آنتیوخوس به دلیل ساختن پناهگاه مذهبی چشمگیر نمرود داغی یا کوه نمرود مشهور است. در دوران پادشاهی‌اش، برای خود یک فرقه سلطنتی ایجاد کرد که بعد از مرگش آماده عبادت می‌شد. آنتیوخوس الهام گرفته شد تا فرقه خود را به شکل یونانی مذهب مزدیسنا به وجود آورد. آنتیوخوس کتیبه‌های یونانی بسیاری از جنبه‌های دین خود را نشان داد و هدف از عمل خود را توضیح داد. در یک کتیبه، آنتیوخوس دستور داد که مقبره وی در مکانی مرتفع و مقدس ساخته شود، دور از دسترس مردم و نزدیکی خدایان باشد. آنتیوخوس می‌خواست بدن او برای ابد حفظ شود و خدایان او را بستایند. در مقبره او نمودهایی از فرهنگ‌های یونانی، ارمنی، و ایرانی و خدایانی، مانند هرکول - واهاگن، زئوس - آرامازد یا Oromasdes (در ارتباط با ایران خدای اهورا مزدا)، توخه و آپولو - میترا. جلوه‌های اثر تاریخی در سایت نشان دهنده تأثیرات شمایل گرافیکی فارسی و یونان است: تأثیرات فارسی را می‌توان در لباس، سر و اندازه و اندازه عظیم تصاویر مشاهده کرد، در حالی که به تصویر کشیدن ویژگی‌های بدنی آنها از سبک هنری یونان سرچشمه می‌گیرد.
مجموعه مقبره‌های آنتیوخوس به گونه‌ای ساخته شده‌است که می‌توان جشن‌های مذهبی در آنجا برگزار کرد. هر ماه دو روز جشن برای آنتیوخوس وجود داشت: روز تولد او که در شانزدهم هرماه جشن گرفته می‌شد و تاجگذاری وی که در دهم هرماه برگزار می‌شد. وی وجوهی را برای این رویدادها از املاک قانونی اختصاص داده بود. وی همچنین خانواده‌های کاهنان و سلسله مراتب‌هایی را برای انجام آیین‌ها منصوب کرد، و فرزندان آنها قصد داشتند تا این مراسم را به صورت دائمی ادامه دهند. کاهنان لباسهای سنتی پارسی پوشیدند و تصاویر خدایان و اجداد آنتیوخوس را با تاج‌های طلا تزئین کردند. کاهنان کوره‌ها، گیاهان و دیگر «فداکاری‌های باشکوه» نامشخص را در محراب‌های قبل از هر تصویر ارائه می‌کردند. همه شهروندان و نظامیان به احترام آنتیوخوس به ضیافت‌ها دعوت شدند. در طول عیدها، نگرش‌های کینه‌ورزی ممنوع بود و آنتیوخوس حکم کرد که مردم باید از خود لذت ببرند، شراب بخورند و بنوشند و به موسیقی مقدس که توسط نوازندگان معبد اجرا می‌شود، گوش دهند.
مقبره آنتیوخوس برای قرنها فراموش شد، تا سال ۱۸۸۳ که باستان شناسان آلمانی آن را کاوش کردند. مطابق کتیبه‌های کشف شده، به نظر می‌رسد آنتیوخوس شخصیتی پرهیزگار بوده و دارای روح سخاوتمندانه بوده‌است. ویرانه‌های کاخ سلطنتی در شهر دیگری از پادشاهی، ارسامیا یافت شده‌است. این کاخ به Eski Kal یا «قلعه قدیمی» معروف است. در ارسامیا، آنتیوخوس کتیبه‌های بسیاری را به زبان یونانی از برنامه‌های عمومی خود و چگونگی شکوه و جلال شهر به یادگار گذاشته‌است.